# Дреншам
Дреншам (фр. Drincham) је насеље и општина у североисточној Француској у региону Север-Па д Кале, у департману Север која припада префектури Денкерк.
По подацима из 2011. године у општини је живело 252 становника, а густина насељености је износила 74,56 становника/km². Општина се простире на површини од 3,38 km². Налази се на средњој надморској висини од 11 метар (максималној 15 m, а минималној 1 m).

## Демографија
| 1962. | 1968. | 1975. | 1982. | 1990. | 1999. | 2011. |
| ----- | ----- | ----- | ----- | ----- | ----- | ----- |
| 184   | 185   | 156   | 196   | 221   | 210   | 252   |